# Kaltenhofové z Malejova
Kaltenhofové z Malejova byl starý slezský šlechtický rod žijící na Olešnicku.
Friedrich Kaltenhof z Malejova vlastnil v letech 1618–1620 statek Křetín na Moravě. Rod vymřel na konci 18. století.